# Соматостатин
Соматостатин е задържащ хормон, отделян от панкреаса и хипоталамуса. Функцията му е да потиска секрецията на соматотропния хормон от предния дял на хипофизата. По структура е невропептид. Функциално той е антагонист на соматолиберина – освобождаващия хормон на соматотропина.